# Rubén Domínguez
Rubén Domínguez (Caracas, 4 de septiembre de 1935 - Caracas, 11 de septiembre de 2015) fue un tenor lírico-spinto venezolano. Contrario a la opinión pública generalizada éste nunca estudió con la profesora Carmen Teresa Hurtado, a pesar de ser amenazado por un partido político venezolano (AD) con nunca cantar en Venezuela si no aceptaba desarrollarse con dicha tutora, posteriormente, decidió dejar su país natal Venezuela y explorar otros horizontes.
Su carrera Operática comienza en Milán, Italia, donde fue aceptado como estudiante por la Profesora de Canto española, Mercedes Llopart, quién fuera también maestra del tenor español Alfredo Kraus. Hizo su debut operístico internacional en Tosca en el Teatro del Palacio de Bellas Artes de la Ciudad de México en 1967. Más tarde, continúa realizando actuaciones de la misma ópera en Dallas (Texas), al lado de la soprano Magda Olivero. Posteriormente regresa a Caracas y participa en varias producciones en la Opera Metropolitana de Caracas (OMAC) como Ballo in Maschera (con Ghena Dimitrova). A su vez participó en otras óperas del género Lírico-spinto, tales como Tosca, Il Trovatore y Turandot. 
También participa en otras producciones de la Opera Metropolitana de Caracas (OMAC) a principios de los años 70`s como lo fueron Tosca y La Bohème compartiendo escena con la Soprano Reina Calanche entre otros artistas.
El 1979 participa en La Traviata de Verdi, en el papel de Alfredo Germont, compartiendo escena con Violeta Alemán (Soprano) en el papel de Violetta Valery, Carlos Maury (Barítono) como el Barone Douphol, Janice Williams (Soprano) Annina, criada de Violetta y Sergio Daniele (Barítono) en el rol de Giorgio Germont, padre de Alfredo Germont, acompañados por la Orquesta Sinfónica de Venezuela bajo la dirección del Maestro Casale. Esa temporada se desarrolló en el Teatro Municipal de Caracas bajo los auspicios del CONAC.
Se le reconoce por su amplio trabajo en el repertorio Lírico-spinto, así como obras de Bellini y Donizetti. En el Verismo desempeñó numerosos papeles como: Canio en Pagliacci. También asumió los roles de Otello, Mario Cavaradossi, Manrico, Radamés y Calaf.
Ha cantado en los principales Teatros de América del Sur incluyendo el Teatro Municipal de Santiago de Chile y en la reapertura del Teatro Municipal de Río de Janeiro en 1978, donde actuó en la opera Turandot con Ghena Dimitrova. Asimismo, ha participado en diversos festivales de ópera como el Festival Puccini de Torre del Lago, Italia, La stagione estiva Lírica de Cagliari en Cerdeña, el Festival de Ópera de San Francisco y en las Pirámides de Gizeh, en Aida con Ghena Dimitrova y Grace Bumbry.
En América del Norte ha actuado en el Metropolitan Opera House (Por primera vez el 11 de septiembre de 1988 durante la nueva temporada de la compañía, Rubén Domínguez apareció en las óperas Cavallería Rusticana e I Pagliacci junto al barítono Richard Clark, la soprano Nicole Lorange y Kallen Esperian) y en el Teatro de Bellas Artes. Luego, en la Opera de Cincinnati, Rubén interpretó el papel de Calaf al lado de Martina Arroyo como Turandot y Marianna Christos como Liù con gran éxito en la Temporada. Domínguez compartió escenario con la soprano Carol Neblett y el Barítono Justino Díaz en Aïda de Giuseppe Verdi, una producción de Cincinnati Opera, bajo la Dirección del Maestro Anton Coppola.
En junio de 1987 se presentó en The Opera de Montreal Slatinaru, en el role de Mario Cavaradossi al lado de Louis Quilico. Hay un vídeo en la famosa página Youtube de esta función que ha sido aclamado por muchos seguidores. A su vez, Rubén Domínguez ha cantado en diversos Teatros de ópera en Edmondton, Baltimore, San Diego, Nueva Orleans, Míchigan, Teatro de la Ópera de San Francisco, entre otros. Gracias a un magnífico control en los agudos y sobriedad en la parte media de su voz, Domínguez ha podido demostrar siempre una depurada técnica vocal. Además de su experiencia sobre el escenario, Rubén ha participado en el área de la enseñanza musical en forma de clases magistrales en la producción vocal.